# Steve Biko
Steve Biko, polno ime Bantu Stephen Biko (18.12.1946 – 12.9.1977), je bil eden izmed najpomembnejših južnoafriških aktivistov in vodilni ustanovitelj južnoafriškega gibanja Black Consciousness. Ideološko je bil socialist in afriški nacionalist. Svoje ideje je objavljal pod psevdonimom Frank Talk. Leta 1984 je bila tako poimenovana tudi revija političnih gibanj, ki so nasprotovala apartheidu. Zaradi smrti in poškodb, ki jih je utrpel med policijskim pridržanjem, je postal mednarodni mučenik južnoafriškega črnskega nacionalizma.
Med študijem v šoli Lovedale je začutil valove rasizma, ki so prizadeli temnopolte, rasno mešane in indijske študente, kar ga je spodbudilo k ustanovitvi Južnoafriške študentske organizacije. Čeprav so mu leta 1973 prepovedali javne govore, je nadaljeval svoj boj proti apartheidu. Po dokončni aretaciji leta 1976 so ga policijski uradniki pretepli do smrti. Njegov pogreb je bil odmeven dogodek, udeležilo se ga je več kot 20 000 ljudi.
Južnoafriški novinar Donald Woods opiše svoje prijateljstvo s Stevom v knjigi Biko. Njuno prijateljstvo je prikazano tudi v filmu Cry Freedom (1987), ki je bil posnet po Woodsovih knjigah.

### ZGODNJA LETA IN DRUŽINA
Bantu Stephen Biko se je rodil 18.12.1946 v mestu Tarkastad (provinca Eastern Cape) v revni južnoafriški družini kot tretji otrok očeta Mzingaye Biko in matere Alice ‘Mamcete’ Biko (tudi Alice Nokuzola Biko). Imel je starejšo sestro Bukelwo, brata Khayo in mlajšo sestro Nobandile. Skupaj so njihova imena sestavljala stavek “Hayi ukuBukeka kweKhaya laBantu aBandileyo” (“Občudujemo razširjeno družino.”). Leta 1948 so se z družino preselili v Ginsberg, ki leži nekoliko izven mesta King William’s Town (danes Qonce) v današnji provinci Eastern Cape. Oče je najprej delal kot policijski uradnik, kasneje pa kot pisar. Del univerzitetne izobrazbe je pridobil na Univerzi Južne Afrike, kjer je študiral pravo na daljavo, vendar je leta 1950 umrl, ne da bi uspel diplomirati. Odgovornost za skrb za družino je padla na Stevovo mamo, ki se je po najboljših močeh trudila, da bi vsem svojim štirim otrokom zagotovila sredstva za preživetje. Njegova mati je sprva delala kot hišna pomočnica za lokalna belopolta gospodinjstva, po očetovi smrti pa je podpirala družino kot kuharica v bolnišnici Grey's Hospital. Po mnenju Bikove sestre je prav opazovanje materinih težkih delovnih razmer vplivalo na njegovo kasnejše politično udejstvovanje.

### ŠOLANJE
Steve Biko je sprva dve leti hodil na osnovno šolo St. Andrews Primary School v Ginsbergu. V petem razredu je v Ginsbergu začel obiskovati višjo osnovno šolo Charles Morgan (Charles Morgan Higher Primary). Zaradi njegove nadarjenosti ga je učitelj Damsie Monaheng predlagal za napredovanje v sedmi razred. Leta 1959 je končal osmi razred in naslednje leto odšel na Forbes Grant, kjer je spoznal Larryja Bekwaja, ki pa je bil kasneje izključen, ker je protestiral proti temu, da bi Južna Afrika postala republika 1961. Leta 1962, ko je bil star 16 let, sta z Larryjem na koncu desetega razreda opravila Junior Certificate.
Ker je imel vrhunske ocene, so mu leta 1964 ponudili nadaljevanje šolanja na prestižni šoli v mestu Lovedale, kjer je že študiral njegov brat Khaya. Aprila je bil skupaj s Khayo aretiran, saj je Khaya sodeloval z organizacijo PAC (Pan Africanist Congress), ki je nasprotovala apartheidu. Policija ju je odpeljala v King William’s Town, kjer so Khaya obsodili na 2 leti zapora, ki ju je preživel v trdnjavi Fort Glamorgan blizu mesta East London.
Steve je bil izpuščen in po povratku domov je kmalu pobegnil iz Ginsberga, da bi živel s prijateljem Larryjem v mestu Peddie. Kljub temu je še naprej obiskoval Lovedale ter se spoprijateljil z Barneyem Pityano. Ko se je vrnil na Lovedale, so bila politična trenja že velika in študentje so stavkali vse pogosteje.
Steve je nadaljeval študij na St Francis College v Marianhillu v Natalu. Tam je postal podpredsednik Literarne in debatne družbe St Francis College. Biko je sprva želel študirati pravo, vendar so mu bližnji to odsvetovali, ker naj bi bilo preveč povezano s politiko. Zaradi odličnih ocen na Marianhillu je bil leta 1966 sprejet na Durban Medical School na University of Natal, kjer je študiral medicino v neevropejskem sektorju v Wentworthu, kjer so bili nastanjeni temnopolti. Ker se je čedalje več časa posvečal političnemu aktivizmu, se je njegov akademski uspeh bistveno poslabšal. Leta 1972 mu je univerza prepovedala nadaljnji študij.

### AKTIVIZEM
Steve Biko se je med študijem medicine pridružil Nacionalni uniji južnoafriških študentov (the National Union of South African Students - NUSAS). Le-ta je bila ustanovljena leta 1924 z namenom zagovarjati in predstavljati interese univerz in študentov. NUSAS je sprejemala študente vseh ras. Na prvi konferenci v Bloemfoenteinu leta 1924 so bile zastopane univerze Pretoria, Natal, Witwatersrand, Rhodes, Bloemfontein, Potchefstroom in Cape Town.
Temnopolti so imeli svoj Students Representative Council (SRC), ki je bil del NUSAS. Ker je bila večina študentov belopoltih, je tudi v NUSAS prevladovala bela rasa. Kljub nasprotovanju apartheidu, se NUSAS ni radikalno odzivala na aktualne probleme temnopoltih, saj bi s tem lahko izgubila precejšen del belopoltih privržencev. Poleg tega so organizirali zabave v študentskih domovih za belopolte, v katere je bil temnopoltim vstop prepovedan. Julija 1967 je bila v mestu Grahamstown na univerzi Rhodes University organizirana NUSAS konferenca. Ko so študentje prispeli, so ugotovili, da ni bila organizirana študentska namestitev. Spali so lahko le v lokalni cerkvi. To je vzbudilo še močnejše nasprotovanje Steva in temnopoltih intelektualcev. Julija 1968 je potekala konferenca UCM (University Christian Movement) v Jutterheimu. Temnopolti so doživeli podobno situacijo kot leto prej. Prisiljeni so bili zapustiti prizorišče po 72-ih urah, saj jim je zakon prepovedoval, da ostanejo na belopoltem območju več kot 72 ur. Morali so se vrniti v svojo občino oziroma regijo in se potem ponovno vrniti. Vse to je povzročilo, da so še istega leta začele nastajati prve pobude za nastanek Južnoafriške študentske organizacije (South African Students Organisation - SASO). Decembra 1968 se je Steve srečal z ostalimi študenti in soustanovil SASO. Julija naslednjega leta je bil na ustanovitvenem kongresu v Turfloopu izvoljen za prvega predsednika. SASO je zahtevala enake pravice za termnopolte, indijske in druge nebelopolte študente, zato je gibanje doseglo močno podporo. Okoli leta 1970 se je SASO popolnoma odcepil od NUSAS.
Leta 1972 je Steve soustanovil Black People’s Convention, krovno organizacijo gibanj za pravice temnopoltih. Skozi sedemdeseta leta je skupina pridobivala vedno več vpliva. Leta 1973 je vlada Stevu prepovedala delovanje in SASO prepovedala intervjuje, srečanja in javne govore. Po prepovedi so se operacije SASO za kratek čas ustavile, sredi sedemdesetih let pa so začeli tajno delovati. Steve je leta 1975 ustanovil Zimele Trust Fund za pomoč političnim nasprotnikom in njihovim družinam.
V naslednjih dveh letih je bil štirikrat aretiran in več mesecev brez sojenja. 18. avgusta 1977 so Steva in njegovega tovariša Petra Cyrila Jonesa prijeli na cestni blokadi in zaprli. Jonesa so mučili 18 mesecev, Steva pa so pustili golega 20 dni na policijski postaji, preden so ga zaprli v Port Elizabeth. 6. septembra je utrpel veliko možgansko krvavitev. Kljub temu so nadaljevali z zasliševanjem. Naslednji dan so prišli zdravniki in se odločili, da ga pošljejo v 700 km oddaljeno bolnišnico v Pretorii. Njegovo stanje se je bistveno poslabšalo. 11. septembra 1977 so ga prestavili v centralni zapor Pretoria. Na dvanajsturnem potovanju se je v zadnjem delu policijskega avtomobila peljal gol, vklenjen, nezavesten in brez zdravniške pomoči. Umrl je naslednji dan, 12. septembra 1977.  
Policija je sprva zanikala karkšno koli slabo ravnanje z Stevom. Notranji minister Kruger je poskusil razložiti, da je Biko gladovno stavkal in se izstradal do smrti. Kasneje je bilo odkrito, da je bil v priporu verjetno večkrat pretepen, vendar so bili policisti oproščeni krivde. Šele leta 1997 je pet policijskih uradnikov in zdravnikov priznalo njegov umor in zaprosilo za pomilostitev pri Komisiji za resnico in spravo.

### ROMANTIČNA RAZMERJA
V šestdesetih letih dvajsetega stoletja je imel Biko romantično razmerje z Mamphelo Ramphele, ki pa je že bila zaročena z Dickom Mmabanom. Ker sta njuni družini že imeli načrte za poroko, sta se Mamphela in Dick decembra 1969 poročila. Kljub temu je Steve z njo imel dva otroka, Lerato in Hlumelo. Lerato se je rodila leta 1974 in je živela malo manj kot dva meseca zaradi okužbe s pljučnico. Hlumelo pa se je rodil šele leta 1978, vendar se z očetom nikoli ni srečal, saj je bila njegova mati še vedno noseča, ko je bil Biko že umorjen.
Ko je predsedoval BCM, je spoznal Nontsikelelo ‘Ntsiki’ Mashalaba, s katero se je decembra 1970 v King William’s Town Magistrate's Court tudi poročil. V materini hiši sta imela praznovanje. Imela sta dva otroka, Nkosinathija in Samoro. Nkosinathi se je rodil leta 1971, Samora pa 1975.
Poleg tega je imel razmerje tudi z Lorraine Tabane. Njun otrok Motlatsi se je rodil leta 1977 in živi zelo privatno življenje.

### IDEOLOGIJE
Biko je močno nasprotoval apartheidu in vladavini bele manjšine v Južni Afriki. Motilo ga je prevladovanje belopoltih liberalcev namesto temnopoltih obstoječih skupinah, ki so nasprotovale apartheidu. Menil je, da imajo liberalci sicer dober namen, ampak nekoliko pokroviteljski odnos do črnske problematike. Po njegovem mnenju bi se morali temnopolti združiti samostojno in neodvisno od belcev, če so se želeli izogniti belski prevladi, zato je leta 1968 ustanovil Južnoafriško študentsko organizacijo (South African Students' Organisation, SASO) s članstvom, odprtim samo za temnopolte. Poleg Bantujskih temnopoltih so se lahko včlanili tudi Indijci in pripadniki vseh ras razen bele. Pazil je, da se je organizacija izognila vsem vplivom belopoltih liberalcev, a je hkrati nasprotoval sovraštvu do njih in imel belopolte prijatelje.
Ideje o Black Consciousness Movement (BCM) ni razvil Biko sam, ampak so jih oblikovali temnopolti študenti, ki so zavračali belopolti liberalizem. Z branjem so na njegovo ideologijo najbolj vplivali: Malcolm X, Frantz Fanon, Paulo Freire, James H. Cone, in Léopold Sédar Senghor. Biko je črpal inspiracijo tudi iz Black Power movements v ZDA ter v anti-imperialističnih in Marxističnih ideologijah.

### DELO
Njegovo najbolj znano delo je knjiga I write what I like (polni naslov: I Write what I like: Selected writings by Steve Biko). Knjigo sestavlja zbirka spisov, ki segajo od leta 1969, ko je postal predsednik SASO, do leta 1977, nekaj mesecev pred njegovo smrtjo. Naslov knjige izvira iz naslova člankov v glasilu SASO-a, v katerih je objavljal svoje spise pod psevdonimom Frank Talk. Spisi odražajo njegovo prepričanje, da je osvoboditev in rešitev temnopoltih ljudi v Južni Afriki v njihovih rokah. Do tega bo prišlo, ko bodo delovali kot enotna skupina. Zbirka vključuje 15 poglavij ter štiri dodatna: What is Black Consciousness, The Righteousness of our Strength, Our Strategy for Liberation in On Death. Skupaj 19 poglavij razlaga filozofijo Black Consciousness Philosophy v Stevovih besedah. Zbirka je bila izdana leto po njegovi smrti. Uredil jo je Stevov dolgoletni prijatelj in duhovnik Aelred Stubbs, ki je napisal tudi predgovor.

#### Omembe v slovenski literaturi:
“Apartheid v Južni Afriki od leta 1948 do 1994 v časopisih Delo in Večer : diplomsko delo”, Horvat Matej (2013). Pridobljeno 24.1. s https://plus.cobiss.net/cobiss/si/sl/bib/19983368